# Raúl Procopio
Raúl Procopio Baizán (Cádiz, 10 de julio de 1968) es un exfutbolista y entrenador de fútbol español. Fue entrenador del Cádiz CF en 2008 y del Polideportivo Ejido hasta el 2011. Actualmente se encuentra sin equipo.

## Trayectoria como entrenador
| Equipo                      | País      | Año       |
| --------------------------- | --------- | --------- |
| Real Balompédica Linense    | España    | 2005-2006 |
| Unión Estepona              | España    | 2007      |
| Cádiz CF B                  | España    | 2007-2008 |
| Cádiz CF                    | España    | 2008      |
| Unión Estepona              | España    | 2008-2010 |
| Extremadura Unión Deportiva | España    | 2011      |
| Polideportivo Ejido         | España    | 2011      |
| Lincoln Red Imps FC         | Gibraltar | 2014-2016 |
| Chiclana CF                 | España    | 2016      |
| St. Joseph's FC             | Gibraltar | 2016-2021 |